# Meollar
En náutica, el Meollar (Pasadera) es una especie de torcido o hilo grueso que se forma de dos, tres o más filásticas y sirve para forrar toda clase de cabos, para hacer cajetas, rizos, mogeles y algunas cosiduras, etc. (fr. Bitord; ing. Thin lind; Spun yarn; it. Commando). 

## Etimología
El Meollar, según Garc., el Voc. Nav., Gamb. y Terr. se denomina también Pasadera y hay muchos que equivocan o hacen equivalente el Meollar con la Piola, la Sardineta, la Saula e incluso, la Trinela, aunque entre marineros se distingan muy bien unas de otras. 
1. Garc.: El Doctor Diego García de Palacios (Vocabulario de los nombres que usa la gente de mar, Impreso en Méjico en 1587)
2. Voc. Nav.: Vocabulario Navaresco del siglo XVI
3. Gamb.: El Capitán Sebastian Fernández de Gamboa (Vocabulario manuscrito, al parecer, de mediados del siglo XVII)
4. Terr.: Terreros (Diccionario Castellano)

## Tipos
- Meollar de fábrica: es en el cual las filásticas de que se compone son nuevas.
- Meollar contrahechos: es en el cual las filásticas son de jarcia vieja.